# Фелікс Вест
Вест Фе́лікс Ві́ктор (пол. Feliks West; 3 вересня 1846, Вирава — 18 січня 1946, Новий Сонч) — польський книговидавець, власник книгарні й друкарні у місті Броди.

## Життєпис
Народився 3 вересня 1846 року у Віравє, Угорщина (нині — м. Вирава у Словаччині, на кордоні з Польщею). 
Закінчив реальний ліцей у Самборі. Книгарську працю розпочав 1863 року у самбірській книгарні Яна Розенгейма, а наступного року продовжив працю у бродівській філії цієї книгарні. У 1871—1873 роках практикував книгарську справу у відомого львівського книгаря Кароля Вільда. Наступні два роки виконував обов'язки керівника Бродівської книгарні Розенгейма. У 1875—1878 роках знову працював у книгарні Вільда. На початку 1878 року повернувся до Бродів на постійно і одружився з дочкою Розенгейма — Фелісією. У 1882 році Фелікс Вест перейняв від тестя книгарню при вулиці Золотій, а 1888 року також й друкарню. Протягом 1888—1914 років видав понад 600 друків з різних галузей людських знань. Це література та літературна критика, історія й філософія, теологія й право, мистецтво та ветеринарна справа, а також різного роду звіти, брошури, календарі, поштові листівки тощо. Філії бродівської книгарні були у Львові, Кракові й Нью-Йорку.
Вест був автором ряду книжкових серій, які отримали високу оцінку критиків. Найвідоміша з них — «Найважливіші твори польських й іноземних письменників». В цій серії вийшли твори польських та світових класиків: Байрона, Шекспіра, Шиллера, Мольєра, Гоголя, Адама Міцкевича, Коженьовського, Словацького, Красінського, Крашевського, також Еврипіда, Арістофана, Демосфена. Видавництво Веста започаткувало художнє опрацювання твору (історія, ідея, критика, характеристики персонажів твору). Цю форму згодом використала Польська бібліотека народова. Веста називають ще «Нестором» польського книгарства.
Крім професійної діяльності Фелікс Вест брав активну участь в громадському житті не лише Бродів, де він мешкав до 1944 року на вул. Золотій, 11, а Золочева, Львова.
1944 року, під час примусової евакуації, Фелікс Вест переїхав до польського міста Новий Сонч, де й помер 18 січня 1946 року та був там похований.